# Angaradébou
Angaradébou är ett arrondissement i kommunen Gogounou i Benin. Den hade 16 369 invånare år 2002.